# 音響誘導

音の大きい方に誘導する

音響誘導魚雷

音響誘導とは音波を利用した誘導方式。

## 概要
音波を利用する誘導方式でさまざまな用途へ利用される。専ら電波の届かない水中で利用される。

## 方式
以下の方式がある

### アクティブ式
音波ビーコンを設置して三角測量の原理で自己の位置を決定する。掘削船ちきゅうで自己の位置を保持するために使用される。また、発音体から音波を照射して反射して戻ってくるまでの時間、位相のずれから目標の位置を把握する。蝙蝠が利用する。

### パッシブ式
目標からの音を受信して誘導する。主に魚雷で使用される。
精度はアクティブ式よりも劣るものの、位置を特定されたくない用途で使用される。
日本
第二次世界大戦中にイ号一型丙自動追尾誘導弾が試作されたが実戦には投入されなかった。
ドイツ
ドイツでは、1943年3月にG7e/T4 Falkeが開発され、3隻のU-ボートに搭載された。その後、1943年8月にT4の後継機であるG7es T-5 Zaunkönig が多くの艦に搭載された。しかし、連合国側の防衛能力の向上で生かすことが出来ず、さらに鹵獲されたU505によってアメリカに技術が流出した。また、1944年9月にはロシアが、浅い海域で沈没した U-250 からT-5を手に入れ技術解析した。
アメリカ
1943年5月14日、Mk24機雷による初戦果が確認された（Mk24機雷#実戦投入）。

## 用途
- 水中での精密航法
- 追尾
- 自動搬送車の誘導